# Дантон (броненосец)
Дантон е ескадрен броненосец от Военноморските сили на Франция, служил в периода на Първата световна война. Той е основният кораб от едноименния клас броненосци, състоящ се общо от 6 единици („Дантон“, „Кондорсе“, „Дидро“, „Волтер“, „Мирабо“ и „Вангард“). Името му е дадено в чест на дееца от Френската революция Жорж Дантон.
Броненосецът е торпилиран и потопен от германска подводница през 1917 г. Останките на кораба са открити през декември 2007 г. и идентифицирани през февруари 2009 г.

## Служба
Седмица след въвеждането му в строя, „Дантон“ е изпратен във Великобритания по случай коронацията на крал Джордж V. По време на Първата световна война, корабът е на служба във френския средиземноморски флот, защитавайки френските войски и кораби от флота на Австро-Унгария.